# Truth Hurts
Shari Watson (St. Louis, Misuri; 10 de octubre de 1971), conocida como Truth Hurts, es una cantante, compositora y actriz estadounidense. Comenzó su carrera de la mano de Dr. Dre y este le presentó al que sería su compañero a la hora de escribir y componer, Knoc-Turn'al. En 2002 grabó el sencillo «Addictive»; junto a Rakim; que más tarde sería incluido en su primer álbum Truthfully Speaking, junto a otros sencillos como «Push play», «Jimmy» y «Real». En 2004 editó el álbum Ready now, en el que participa junto a ella Loon, y colaboran en la producción Timbaland y Dr. Dre.

## Discografía
| Año  | Título              | Discográfica                       |
| ---- | ------------------- | ---------------------------------- |
| 2002 | Truthfully Speaking | Interscope Aftermath Entertainment |
| 2004 | Ready now           | Pookie Entertainment               |